# Eurychilinacea
Super-famille
Les Eurychilinacea forment une super-famille fossile de crustacés de la classe des ostracodes, de la sous-classe des Podocopa et de l'ordre des Palaeocopida. 

## Liste des sous-taxons
- famille † Acronotellidae Swartz, 1936
- famille † Bassleratiidae Schmidt, 1941
- famille † Bolbinidae Ivanova, 1979
- famille † Eurychilinidae Ulrich & Bassler, 1923
- famille † Hithidae Schallreuter, 1964
- famille † Oepikellidae Jaanusson, 1957
- famille † Oepikiidae Jaanusson, 1957
- famille † Oepikiumidae Jaanusson, 1957

Eurychilinacea incertae sedis
- genre † Ningulella Warshauer et Berdan, 1982